# Паливере
Па́ливере (эст. Palivere) — посёлок в волости Ляэне-Нигула уезда Ляэнемаа, Эстония. До октября 2013 года входил в состав волости Таэбла (упразднена).
16 сентября 2021 года совет волости Ляэне-Нигула принял решение о создании волостных районов в Таэбла, Паливере, Ристи и Ору в дополнение к волостным районам Ноароотси, Ныва, Кулламаа и Мартна. Посёлок Паливере является административным центром Паливереского волостного района (эст. Palivere osavald).

## География и описание
Расположен у шоссе Таллин—Хаапсалу, в верхнем течении реки Таэбла, в 9  км к востоку от волостного центра — посёлка Таэбла, и в 20 км к востоку от уездного центра — города Хаапсалу.  Высота над уровнем моря — 41 метр.
Посёлок Паливере делит на две части деревню Алликмаа. На земли Паливере простирается заповедник Мариметса-Ымма. У восточной границы Паливере, на территории Алликмаа, находится самая высокая точка уезда Ляэнемаа — гора Пикаяламяги или городище Паливере (51 м). Укреплённое городище использовалось в начале 2-го тысячелетия, его возведение осталось незавершённым. Около 11000 лет назад у склона Пикаяламяги находилась береговая линия моря.
Климат умеренный. Официальный язык — эстонский. Почтовый индекс — 90802.

## Население
По данным переписи населения 2021 года, в Паливере насчитывалось 680 жителей, из них 633 (93,2 %) — эстонцы.
По данным переписи населения 2011 года, в посёлке проживали 654 человека, из них 598 (91,4 %) — эстонцы.
Численность населения посёлка Паливере по данным переписей населения:
| Год  | 1959 | 1970  | 1979  | 1989   | 2000  | 2011  | 2021  |
| ---- | ---- | ----- | ----- | ------ | ----- | ----- | ----- |
| Чел. | 173  | → 173 | ↗ 843 | ↗ 1090 | ↘ 994 | ↘ 654 | ↗ 680 |

## История
В письменных источниках 1493 года упоминается Pallever (мыза), 1586 года — Pallefer.
В 1920-х годах, после земельной реформы, на землях бывшей мызы возникло поселение Паливере (эст. Palivere asundus), которое в настоящее время вместе с мызой относится к деревне Видрука. Посёлок Паливере (эст. Palivere alevik) сформировался в те же годы вокруг железнодорожной станции. Его развитие в советское время было связано с работой Паливереского завода строительных материалов. Завод производил силикатно-кальциевые строительные панели (годовой объем производства 45 000 м³), берегоукрепительные плиты для магистральных канав, используемый в сельском хозяйстве известняк и др..
В 1950 году на находящейся на территории посёлка Паливере братской могиле воинов Советской армии, павших во Второй мировой войне (исторический памятник с 1997 до 2023 года), был установлен памятник с надписью «Воины Советской армии, погибшие в Великой Отечественной войне, подполковник Стародубов Илья Иванович 1925—1944 и 19 неизвестных. Они не будут забыты». Рабочая группа по советским памятникам при Госканцелярии Эстонии в своём протоколе от 30 ноября 2022 года признала этот памятник «красным», т. е. подлежащим демонтажу и замене на нейтральный с надписью «Жертвы Второй мировой войны». Памятник был демонтирован весной 2023 года, найденные при эксгумации 5 октября 2023 года останки 29 красноармейцев перезахоронены 6 ноября на кладбище Леэдикюла. (см. Список советских военных памятников Эстонии).

## Инфраструктура
С 1992 года в Паливере  работает основная школа. Есть Молодёжный центр, спортзал, библиотека, продуктовый магазин, почтовый автомат, пожарная часть; работает Центр туризма и здоровья; действуют Сельское общество, Женское общество и Паливереский приход евангельских христиан. До сентября 2023 года в посёлке работал детский сад «Пийбелехт».
Численность учащихся Паливереской основной школы:
| Учебный год | 2002/2003 | 2009/2010 | 2017/2018 | 2020/2021 |
| ----------- | --------- | --------- | --------- | --------- |
| Чел.        | 148       | ↘ 96      | ↘ 77      | ↘ 52      |

Численность детей в Паливереском детском саду «Пийбелехт»:
| Учебный год | 2012/2013 | 2013/2014 | 2014/2015 | 2015/2016 | 2016/2017 | 2017/2018 |
| ----------- | --------- | --------- | --------- | --------- | --------- | --------- |
| Чел.        | 45        | ↗ 49      | ↘ 43      | ↗ 49      | ↘ 44      | ↗ 51      |

## Экономика
В посёлке расположен центр Паливереского сельскохозяйственного кооператива (эст. Palivere Põllumajandusühistu). Работают предприятия «AS Tradex» (производство электронных деталей), «Nordic Lumber AS» (сушка, пропитка и химическая обработка древесины) и «AS Pal-Klaas» (формирование и обработка листового стекла); численность работников по состоянию на 30.06.2023 соответственно 49, 29 и 19. Численность  персонала школы на 30.06.2023 составляла 21 человек.

## Достопримечательности
На территории деревни произрастает рябиновое дерево сорта Sorbus intermedia (охраняется государством; охват ствола в нижней части 2,61 метра, высота 1 метр). В Молодёжном центре работает музей деревянных игрушек.

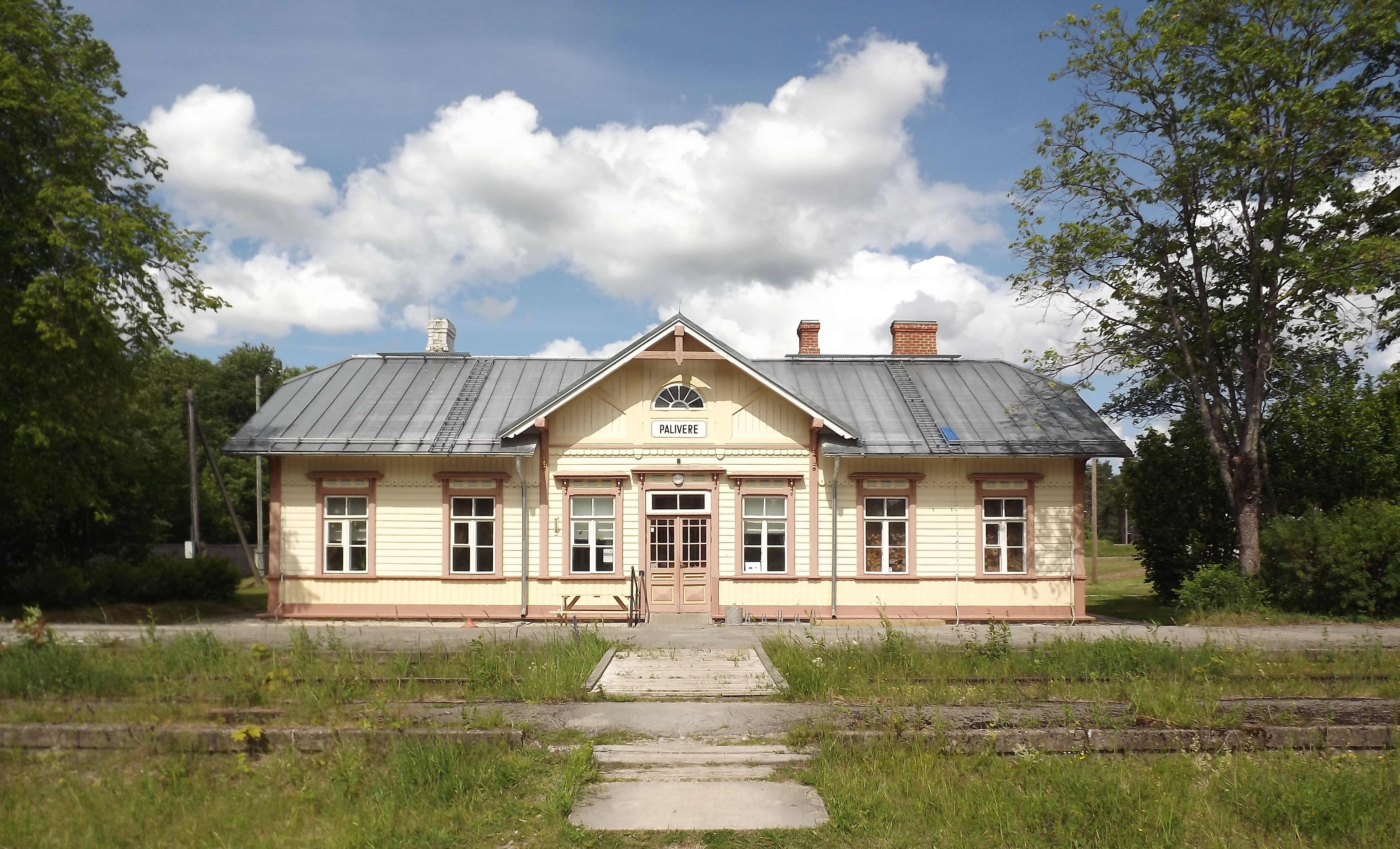
Здание бывшей железнодорожной станции Палливере, 2014 год
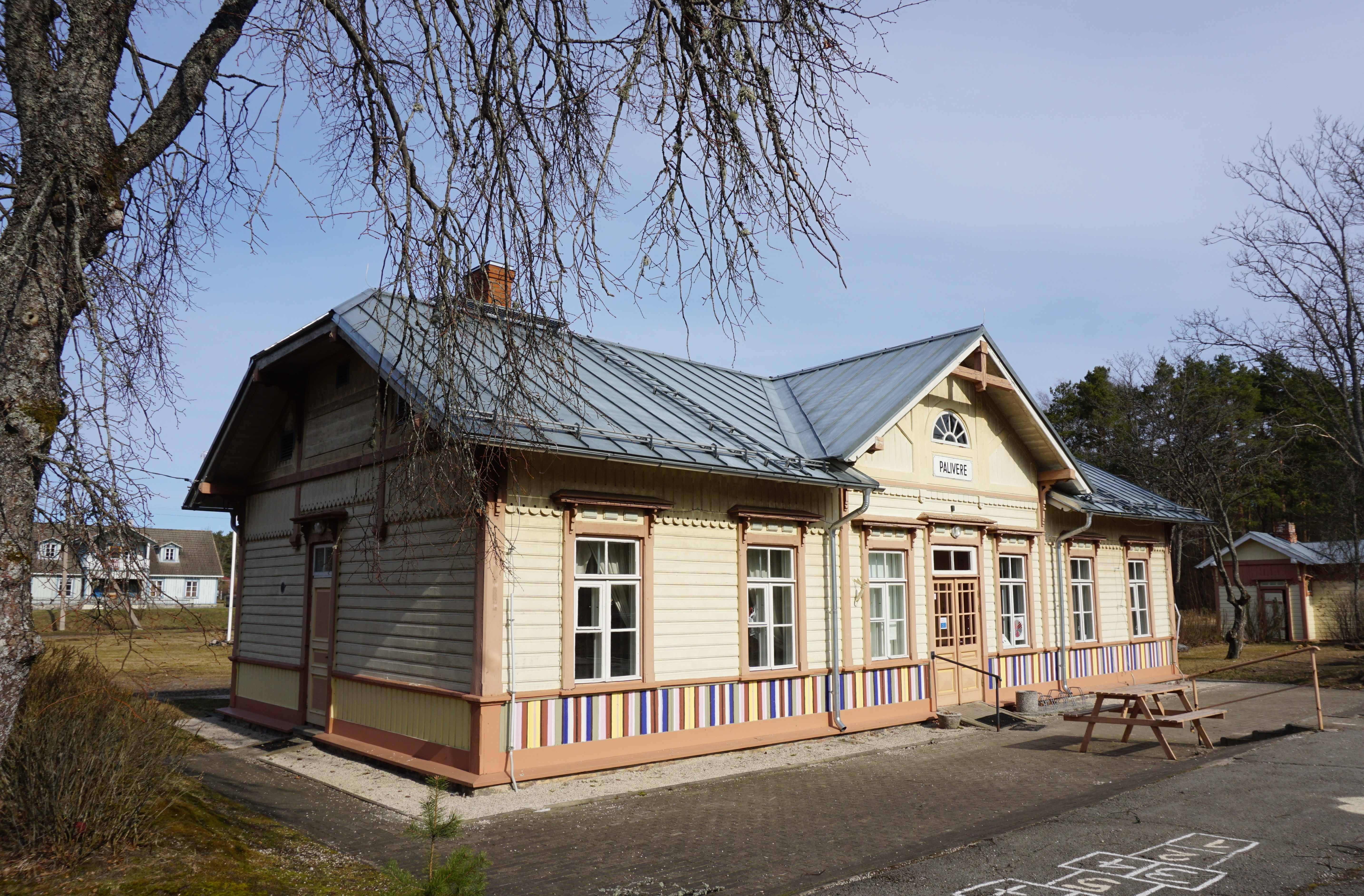
Здание бывшей железнодорожной станции, в настоящее время Молодёжный центр Паливере, 2021 год
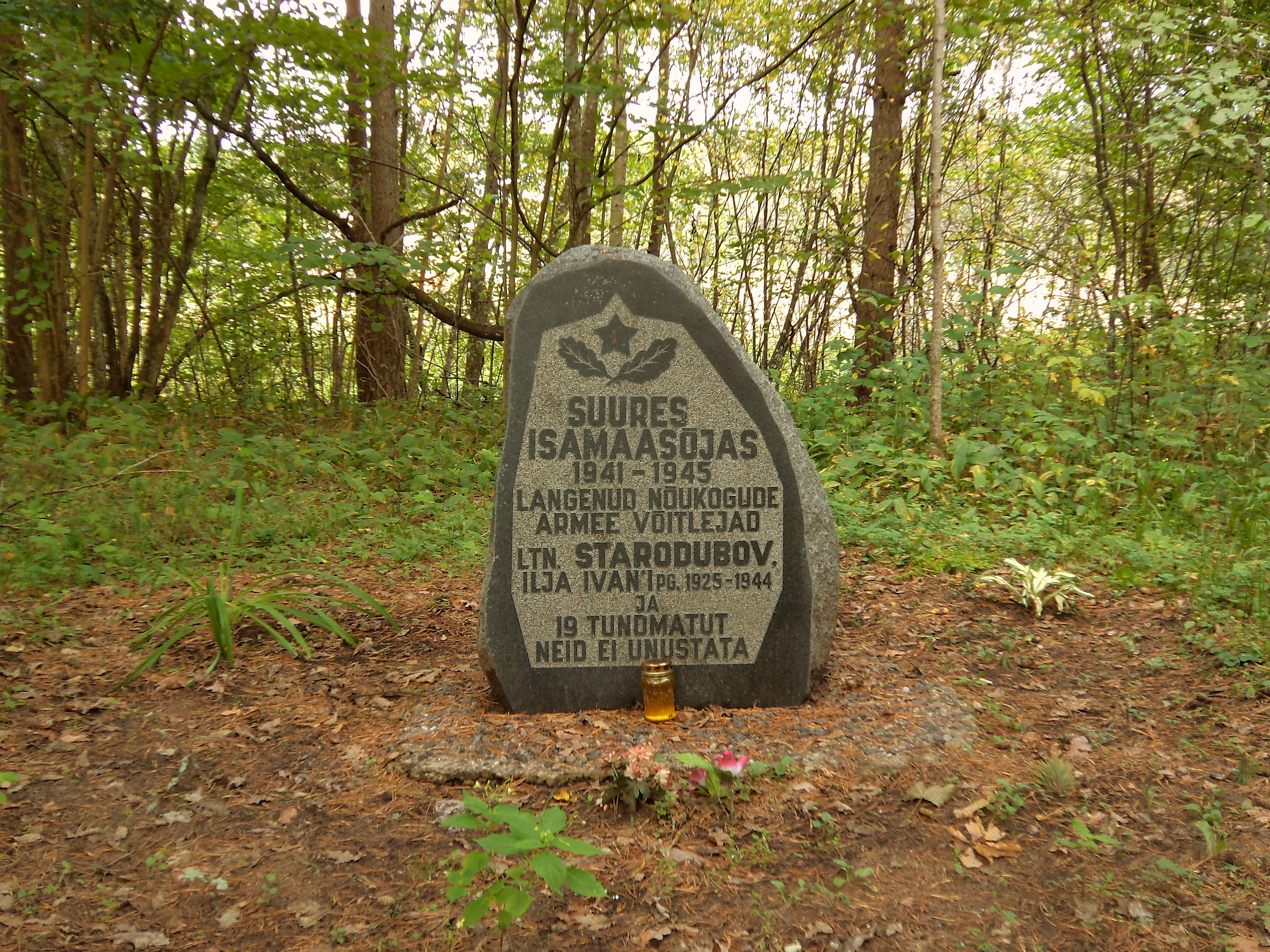
Братская могила советских воинов, павших во Второй мировой войне, 2014 год
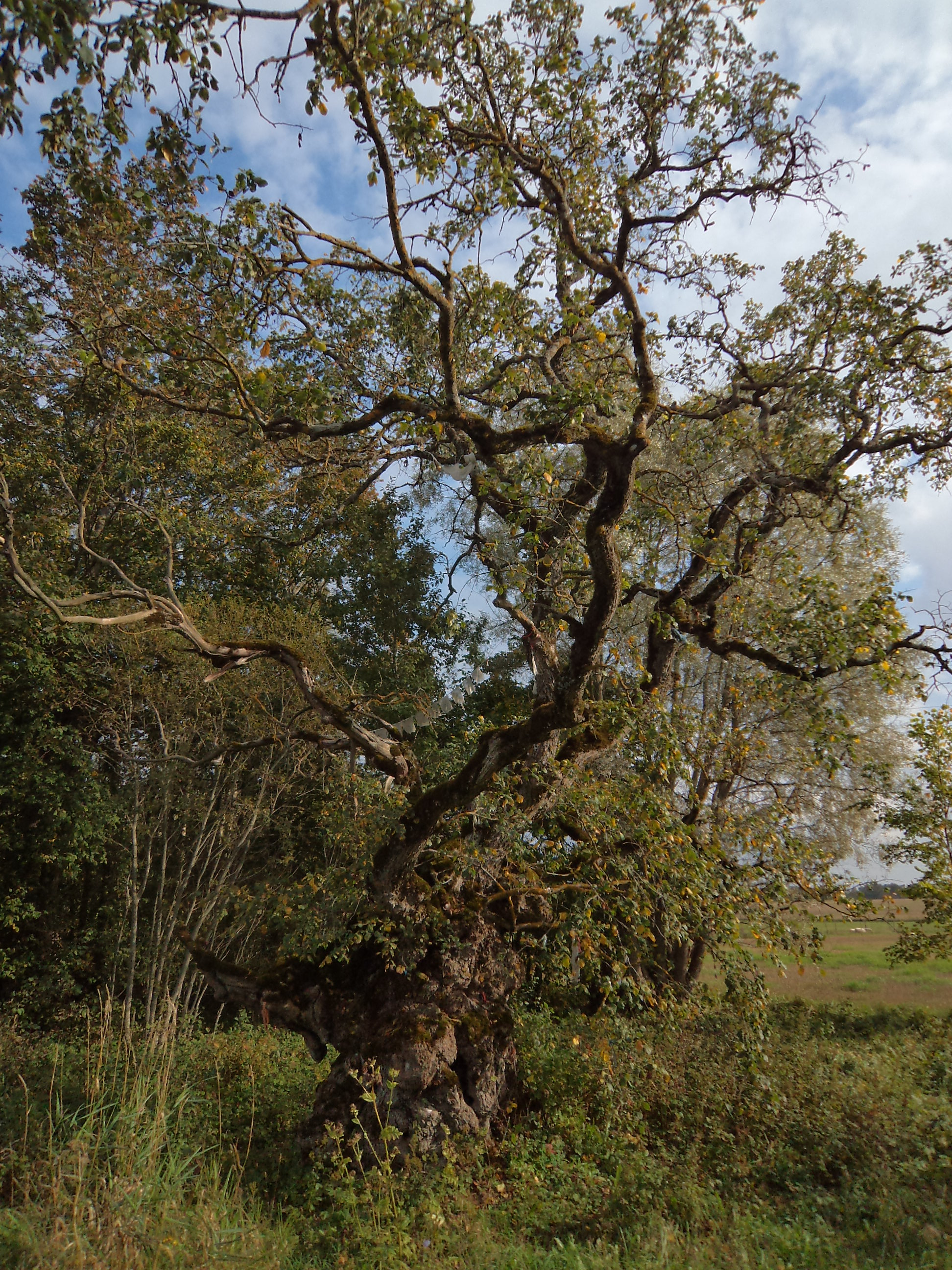
Древний вяз недалеко от границы Паливере (памятник археологии)